# NGC 262
NGC 262 (ook wel PGC 2855, UGC 499, IRAS00461+3141, MCG 5-3-8, ZWG 501.20, MK 348 of NPM1G +31.0015) is een lensvormig sterrenstelsel in het sterrenbeeld Andromeda. NGC 262 staat op ongeveer 185 miljoen lichtjaar van de Aarde.
NGC 262 werd op 17 september 1885 ontdekt door de Amerikaanse astronoom Lewis A. Swift.